# سانتوس اسکوبار
سانتوس اسکوبار (انگلیسی: Santos Escobar؛ زادهٔ ۳۰ آوریل ۱۹۸۴) کشتی‌گیر کشتی حرفه‌ای اهل مکزیک است.